# Eduard Böcking

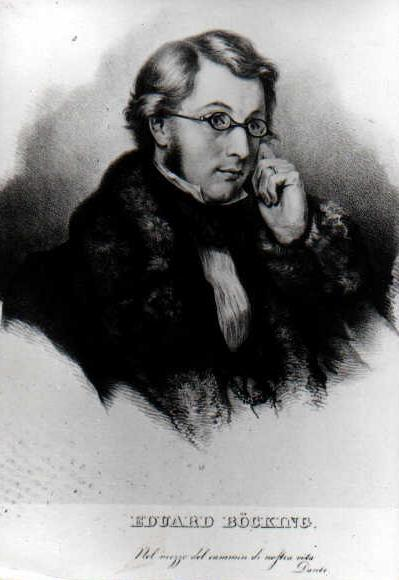
Eduard Böcking (1850)

Eduard Böcking (* 20. Mai 1802 in Trarbach; † 3. Mai 1870 in Bonn) war ein deutscher Jurist und Historiker.

## Leben
Böckings protestantische Familie war im 16. Jahrhundert aus der Grafschaft Kent in die Niederlande und Rheinlande eingewandert. Sein Vater, Louis Böcking, war ein reicher Kaufmann in Trarbach. Als Kind begegnete Böcking im Hause seines Oheims in Kaiserslautern Napoleon  I., der Gefallen an ihm fand und meinte: „il deviendra mon brave officier“ (deutsch „er wird mein tapferer Offizier werden“).
Von 1816 bis 1818 besuchte Böcking das Gymnasium Kaiserslautern. Er studierte in Ruprecht-Karls-Universität Heidelberg. E wechselte an die Rheinische Friedrich-Wilhelms-Universität Bonn und die Friedrich-Wilhelms-Universität zu Berlin, wo er Friedrich Carl von Savigny, Friedrich Schleiermacher und Georg Wilhelm Friedrich Hegel hörte. 1819/20 wurde er Mitglied der Alten Heidelberger und Bonner Burschenschaft. 1822 studierte er an der Georg-August-Universität Göttingen, die ihn am 28. Dezember 1822 zum Dr. jur. promovierte. Nach der Habilitation in Berlin im Jahre 1826 wurde er 1829 zum a.o. Professor ernannt. Im Herbst 1829 folgte er dem Ruf auf den Lehrstuhl der Universität Bonn. Hier lehrte er bis 1870. Böcking war ein bedeutender Vertreter des Römischen Rechts und Philologe. Er verfasste wichtige Veröffentlichungen zum Corpus iuris civilis des Gajus und des Ulpian. Er war Mitbegründer der Zeitschrift Rheinisches Museum für Jurisprudenz (1833/34) und Vorsitzender des Vereins von Altertumsfreunden der Rheinlande. Als Testamentsvollstrecker und Freund gab er kritische Ausgaben von August Wilhelm Schlegels Werken heraus sowie die bedeutendste Ausgabe der Werke Ulrich von Huttens im 19. Jahrhundert. Eduard Böcking war entschieden liberal und kritisierte scharf die preußische Strafrechtsreform 1847 und die oktroyierte Preußische Verfassung (1848/1850). Seit 1859 war er korrespondierendes Mitglied der Königlich-Preußischen Akademie der Wissenschaften.

## Nachlass
Sein juristischer Nachlass wird in der Universitäts- und Landesbibliothek Bonn aufbewahrt. Nach seinem Tod wurde der größte Teil seiner umfangreichen Bibliothek versteigert. Aber seine „Hutten-Bibliothek“ und seine Sammlung zur „Notitia dignitatum“ gelangten in den Besitz der Straßburger Universitätsbibliothek. Sein Briefnachlass ist verstreut in verschiedenen Bibliotheken und Museen, darunter der Briefwechsel mit Fritz Reuter, Klaus Groth und anderen.

## Schriften
- De mancipii causis commentatio, Dümmeler, Berlin 1826.
- Des Dec. Magnus Ausonius Mosella. Lateinisch und Deutsch. Nebst einem Anhange. Enthaltend einen Abriss von des Dichters Leben, Anmerkungen zur Mosella, die Gedichte auf Bissula. Nicolai, Berlin 1828.
- Dosithei magistri interpretamentorum liber tertius. Ad fidem codicum scriptorum Vossiani Sangallensis et Scaligerani atque editorum librorum ope nunc primum integrum edidit, commentariis indicibusque instruxit. Marcus, Bonn 1832.
- Gajus. Institutionum commentarii quattuor. Marcus, Bonn 1837. (4. Aufl. Hirzel, Leipzig 1855)
- Institutionen. Ein Lehrbuch des römischen Privatrechts aus dem Standpuncte unseres heutigen Rechtssystems nebst Einleitung in das Studium des römischen Rechts. Adolf Marcus / Georgi, Bonn 1843.
- Grundriß zu Pandekten-Vorlesungen (mit Ausschluß des Erbrechts) nebst Quellen- und Litteratur-Angaben und einer Quellen-Chrestomathie. Adolf Marcus, Bonn 1843. (3. Aufl. 1845)
- Chronologisches Verzeichnis sämmtlicher von Aug. Wilhelm von Schlegel verfaßten und herausgegebenen Druckschriften. In: derselbe: Katalog der von Aug. Wilh. von Schlegel nachgelassenen Büchersammlung. Bonn 1845
- Bonner Brief über den Entwurf des Strafgesetzbuchs für die preussischen Staaten von 1847. Adolf Marcus, Bonn 1847
- Pandekten des römischen Privatrechts. Leipzig 1843–1855
- Karl Simrock / Eduard Böcking: Doctor Johannes Faust. Puppenspiel in vier Aufzügen. Druck und Verlag von H. L. Brönner. Frankfurt am Main 1846.
- Grundriß zu den Vorlesungen über den gemeinen Deutschen Civilprozeß. Marcus, Bonn 1852.
- Pandekten. Ein Lesebuch des gemeinen auf das römische Recht gegründeten Civilrechts im Grundrisse. Mit Quellen und Litteratur-Angaben. 4. Ausgabe. Marcus, Bonn 1852
- Index Bibliographicus Huttenianus. Teubner, Leipzig 1858
- Drei Abhandlungen über reformationsgeschichtliche Schriften. Teubner, Leipzig 1858
- Pandekten des römischen Privatrechts. 5. Aufl. Henry & Cohen, Bonn 1861
- Römisches Privatrecht. Institutionen. Bd. 1, Bonn 1843 2. Aufl. Max Cohen und Sohn, Bonn 1862

## Herausgeber
- Corpus legum sive Brachylogus iuris civilis / ad fidem IV codicum scriptorum et principum editionum emendavit …... ineditam incerti scriptoris epitomen iuris civilis medio XII saeculo factam ex codice Tubingensi. Dümmler, Berlin 1829
- Clemens August Karl Klenze / Eduard Böcking: Gaii et Justiniani Institutiones juris Romani. Rrecognoverunt, annotationem adjecerunt conjunctasque. Georg Reimer, Berlin 1829
- Domitii Ulpiani fragmenta quae dicuntur tituli ex corpore Ulpiani. Ex recognitione I. C. Bluntschlj. Adolph Marcus, Bonn 1831
- Neues Rheinisches Museum für Jurisprudenz. Hrsg. Blume, Böcking, Hollweg, Puchta, Puggé und Unterholzer, Bd. V. – VII., Göttingen und Bonn 1832–1834
- Corpus Iuris Romani Anteiustiniani. Consilio Professorum Bonnensium E. Böckingii; A. Bethmann-Hollwegii et dum in vivis erat E Puggaei Institutum. Curaverunt Iidem Assumptis Sociis L. Arndtsio A. F. Barkovio F. Blumio I. F. L. Goeschienio G. Haenelio C. Lachmanno Aliisque. Praefatus Est Eduardus Böckingius. Marcus, / Teubner / Georgi, Bonn 1837–1842
- Domitii Ulpiani quae vocant fragmenta sive excerpta ex Ulpiani libro singulari regularum. Accedunt eiusdem institutioninum aliaque veteris iuris Romani fragmenta. Marcus, Bonn 1845
- August Wilhelm von Schlegel: Spanisches Theater. 10 Bde. Weidmann, Leipzig 1845
- August Wilhelm von Schlegel: Sämtliche deutsche, französische und lateinische Werke. 16 Bde. Weidmann, Leipzig 1846–1848
- Ulrich von Hutten: Opera quae reperiri potuerunt omnia. 5 Bde. Teubner, Leipzig 1859–1862
- Ulrich von Hutten: Epistolae obscurorum virorum. Teubner, Leipzig 1864–1870
- Eduard Böcking / Johann Friedrich Ludwig Göschen: Gai Institutiones, codicis veronensis apographum, 5. Ausgabe. Hirzel, Leipzig 1866